# Resolució 2344 del Consell de Seguretat de les Nacions Unides
La Resolució 2344 del Consell de Seguretat de les Nacions Unides fou adoptada per unanimitat el 17 de març de 2017. El Consell va ampliar el mandat de la Missió d'Assistència de les Nacions Unides a l'Afganistan (UNAMA) per un altre any fins al 17 de març de 2018.
La UNAMA es va establir a petició del govern afganès l'any 2002, era activa en dotze províncies i tenia al voltant de 1500 empleats el 2016.
El representant japonès, Koro Bessho, va dir que el Consell de Seguretat hauria de tenir una millor comprensió de la situació a l'Afganistan. Calia debatre com el Consell podria donar suport a les iniciatives per millorar la seguretat i el desenvolupament al país. Bessho també va demanar un nou format per a futures reunions sobre la UNAMA. Hauria de ser possible una discussió interactiva amb el Representant Especial del Secretari General per Afganistan.

## Contingut
El govern afganès d'unitat nacional va entrar en el seu tercer any. Els talibans, Al Qaeda, Estat Islàmic, altres grups terroristes i grups armats van continuar soscavant l'autoritat i la seguretat governamentals del país. Havien mort més civils, sovint amb atacs suïcides. Les dones funcionàries, activistes dels drets de les dones i periodistes sovint eren blancs d'aquests grups.
El mandat de la UNAMA es va ampliar fins al 17 de març de 2018. La missió donava suport al govern afganès durant la dècada de la transició. Les prioritats eren promoure el suport internacional a l'Afganistan, l'organització d'eleccions, el procés de pau, la cooperació regional, l'enfortiment de la Comissió Afganesa Independent de Drets Humans i la cooperació amb l'Operació Resolute Support de l'OTAN.